# Кампеоль, Адо
Адо Кампеоль (итал. Ado Campeol, 1927/1928 — 30 октября 2021) — итальянский ресторатор, которого в Италии называли «отцом тирамису».
Кампеолю принадлежал Le Beccherie, ресторан в Тревизо, Италия. Десерт тирамису изобрели жена Кампеоля Альба Ди Пилло и шеф-повар Роберто Лингуанотто. Умер в октябре 2021 года в возрасте 93 лет.